# Hooper Bay
Hooper Bay — п'ятий неофіційний альбом шотландського електронного дуету Boards of Canada, випущений в  1994 році обмеженим касетним тиражем.

## Огляд
Як і решта інших ранніх альбомів гурту, Hooper Bay був власноруч записаний учасниками гурту на аудіокасети, і розповсюджувався лише серед друзів та родичів гурту.
Альбом не перевидавався з 1994 року та не видавався офіційно; у широкому доступі в мережі інтернет опинилися лише 35-секундний фрагмент третьої композиції, «Circle», що був опублікований на шотландському сайті EHX у кінці 1990-х, список композицій, та обкладинка альбому.
Згідно статті Річарда Сазерна для журналу Jockey Slut 1998 року, на цьому альбомі гурт почав використовувати семпли дитячих голосів, що в майбутньому стане знаковим прийомом Boards of Canada, особливо помітним на альбомі Geogaddi.
Назва альбому Hooper Bay є відсилкою до однойменного селища у Алясці, поселення купікських ескімосів, що насправді називається Напарагаміут. Назву Hooper Bay (англ. "затока Хупера") селище отримало через однойменне поштове відділення, збудоване на території.
Як і з більшістю ранніх альбомів Boards of Canada, у мережі інтернет можна знайти велику кількість музики, яку видають за композиції з Hooper Bay, але за винятком фрагменту «Circle», жодна з композицій з альбому не зʼявлялася в широкому доступі.

## Список композицій
1. «Seward Leaf» — 7:02
2. «Geiser» — 5:15
3. «Circle» — 2:38
4. «Noatak» — 8:41
5. «Point Hope» — 7:16